# Grosphus mandena
Espèce
Grosphus mandena est une espèce de scorpions de la famille des Buthidae.

## Distribution
Cette espèce est endémique de la région d'Anôsy à Madagascar. Elle se rencontre vers Mandena.

## Description
Le mâle holotype mesure 52,7 mm et la femelle paratype 51,4 mm.

## Étymologie
Son nom d'espèce lui a été donné en référence au lieu de sa découverte, Mandena.

## Publication originale
- Lourenço, 2005 : « Scorpions from Mandena East Coastal rain forest in Madagascar, and description of a new species of Grosphus Simon (Scorpiones, Buthidae). » Boletín de la Sociedad Entomológica Aragonesa, no 37, p. 83-87 (texte intégral).